# 奥尔斯多夫 (莱茵兰-普法尔茨州)
奥尔斯多夫是德国莱茵兰-普法尔茨州的一个市镇。总面积3.14平方公里，总人口89人，其中男性40人，女性49人（2011年12月31日），人口密度28人/平方公里。